# Sul global

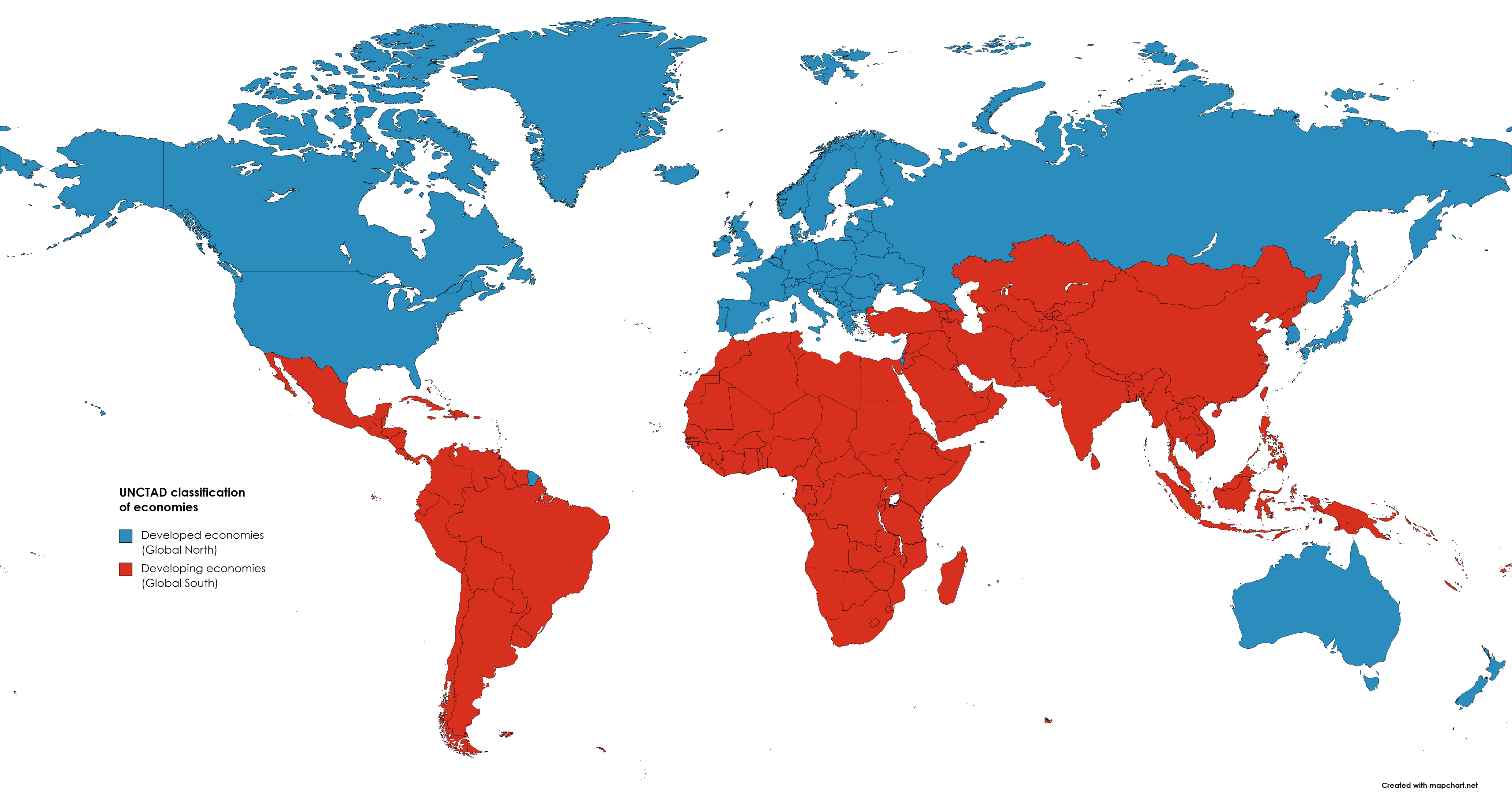
Classificação econômica dos países do mundo pela UNCTAD: o Norte Global (ou seja, os países desenvolvidos) é destacado em azul e o Sul Global (ou seja, os países em desenvolvimento e os países subdesenvolvidos) é destacado em vermelho.

Sul global é um termo utilizado em estudos pós-coloniais e transnacionais que pode referir-se tanto ao terceiro mundo como ao conjunto de países em desenvolvimento. Também pode incluir as regiões mais pobres (em geral ao sul) de países ricos (do norte). O sul global é um termo que estende o conceito de país em via de desenvolvimento. Habitualmente refere-se a todos aqueles países que têm uma história interconectada de colonialismo, neocolonialismo e uma estrutura social e econômica com grandes desigualdades em padrões de vida, esperança de vida ou acesso a recursos.

## Origem do termo "Sul Global"
Desde o fim da Segunda Guerra Mundial, uma infinidade de termos tem sido usada para diferenciar o mundo em diferentes blocos geopolíticos. A divisão da Guerra Fria entre leste e oeste continua parcialmente em uso, enquanto o Movimento Não Alinhado continua a representar países que buscaram evitar o alinhamento com qualquer uma das superpotências da Guerra Fria.
Acredita-se que o ativista político americano Carl Oglesby tenha cunhado o termo Sul Global em 1969 em Commonweal para denotar um conjunto de países assolados pelo “domínio” do Norte Global por meio da exploração política e econômica. O trabalho de Oglesby foi construído sobre uma tradição intelectual anterior do século XX, frequentemente radical e de esquerda por natureza, que retratava a ordem global como criada por um subconjunto rico e politicamente poderoso de nações. Tais nações, dessa perspectiva, construíram seu posicionamento por meio da exploração econômica do resto do mundo, particularmente por meio do governo imperial, e subsequentemente continuaram a manter esse posicionamento desigual.
Finalmente, a escrita de Oglesby foi construída sobre (e referenciada) a teoria da dependência. Essa escola de pensamento, pioneira nas décadas de 1950 e 1960 pelos economistas Raúl Prebisch e Hans Singer, entre outros, atribuiu a falta de industrialização e a persistência da pobreza nos países em desenvolvimento à estrutura desigual da economia mundial. De acordo com essa teoria, os países da “periferia” estão presos em um estado de dependência porque exportam principalmente recursos brutos para países ricos do “núcleo” global, que então exportam bens manufaturados com valor agregado de volta para a periferia. As nações ricas controlam, portanto, os termos de troca, perpetuando essa dependência. Como Oglesby explicou, os países mais pobres inevitavelmente enfrentam “preços de importação mais altos, menores receitas de exportação” e “dívida crescente, capacidade decrescente de financiar a dívida”. A teoria da dependência contrastava com a teoria da modernização, que postulava que todas as sociedades passam por estágios semelhantes de desenvolvimento e que os estados pós-coloniais “subdesenvolvidos” poderiam “alcançar” os países desenvolvidos se seguissem as políticas certas.  De acordo com a teoria da dependência, acabar com a pobreza global exigia uma reestruturação substancial da economia global e a redução do poder dos países centrais.

Numerosos teóricos políticos no início do século XX contribuíram para essa tradição, frequentemente radical e de esquerda por natureza na qual foi construída o trabalho de Oglesby sobre o Sul Global, incluindo J. A. Hobson, Vladimir Lenin, Antonio Gramsci e W. E. B. Du Bois. Em sua obra-prima Imperialismo, o socialista britânico John A. Hobson identificou o que chamou de “raiz mestra do imperialismo”: a busca incessante dos oligarcas capitalistas por lucros de mercado não mais disponíveis em seus países de origem. Com base na tese de Hobson, teóricos marxistas como Lenin e Rosa Luxemburgo descreveram o imperialismo como o estágio mais alto do capitalismo, que criou uma divisão global de classes entre países que acumularam capital e países que eles exploraram.

### A Questão do Sul
Em seu ensaio de 1926 “A Questão do Sul”, Gramsci aplicou a mesma análise ao seu próprio país, argumentando que os capitalistas do norte da Itália haviam efetivamente colonizado seu sul, criando uma relação desigual de dependência. Alguns teóricos políticos argumentam que a ideia do Sul Global é uma extensão da análise de Gramsci sobre a Itália.

### Color line
O intelectual afro-americano W.E.B. Du Bois, escrevendo em 1925, acrescentou uma dimensão racial a esse argumento, sustentando que os estados europeus usaram coerção política e compulsão econômica para criar uma hierarquia global racializada que resultou em uma “linha de cor” internacional.

### Nacionalistas anti-coloniais
O argumento dos nacionalistas anticoloniais é que o fim do domínio colonial formal não foi suficiente para apagar as hierarquias que o império havia incorporado no sistema mundial. Kwame Nkrumah, o primeiro presidente de uma Gana independente, sustentou que a descolonização não havia feito nada para alterar a subordinação estrutural das antigas colônias às antigas metrópoles, muito menos para devolver riqueza e recursos roubados. Os estados recém-independentes permaneceram vulneráveis à coerção política e econômica por estados ricos e antigas potências coloniais. Para que os estados africanos superassem essa vulnerabilidade, Nkrumah defendeu o pan-africanismo, incluindo a união de recursos econômicos e poder político. Um dos contemporâneos de Nkrumah, o médico martinicano Frantz Fanon, argumentou de forma semelhante em seu livro de 1961, The Wretched of the Earth, que o processo desumanizador do colonialismo havia criado um mundo que naturalizou a superioridade do colonizador e a inferioridade do colonizado em uma divisão "maniqueísta" duradoura.  Aos olhos desses pensadores, a era pós-colonial continuou a colonização por outros meios, resultando em uma era de neocolonialismo.

## Conceito de André Roberto Martin
O professor de geografia política da Faculdade de Filosofia, Letras e Ciências Humanas da USP tem uma interpretação diferente sobre o Sul. Para Martín, mais que a qualidade de vida e correlatos, o que define se um Estado está no Norte ou no Sul, é a sua soberania. Ainda que Chile, Argentina e Austrália sejam exceções no hemisfério Sul, não têm condições de atuarem como jogadores globais, uma vez que historicamente dependeram de um alinhamento com os Estados Unidos para se projetarem internacionalmente. O autor propõe, ainda, que as quatro potências do Sul — Brasil, África do Sul, Índia e Austrália — formem um "bloco do Sul", visando romper a dependência dos países centrais e criar condições para que a periferia capitalista possa defender seus interesses. A esse conceito, Martin chama meridionalismo.
Sua visão contrasta significativamente com as demais, uma vez que a China — normalmente inclusa junto ao Sul — é posta no Norte, visto que sua projeção global é comparável a de Estados como Rússia, França e Estados Unidos, soberana, capaz de defender seus interesses e persuadir outros Estados a um alinhamento. Sendo assim, o BRICS, tradicionalmente apresentado como um "bloco de países do Sul", é, na verdade, mais uma tentativa de avanço do Norte contra o Sul, uma vez que os dois membros mais ativos — Rússia e China — são verdadeiros jogadores globais, enquanto que Brasil, Índia e África do Sul pouco projetam-se além de suas respectivas regiões.